# Batalha de Fujikawa
A Batalha de Fujigawa (富士川の戦い, , Fujigawa no tatakai),  também conhecida como a batalha que nunca aconteceu, foi uma batalha das Guerras Genpei no final do Período Heian da História do Japão, em 9 de novembro de 1180, na atual la Província de Shizuoka .
Para reabastecer rapidamente suas tropas depois de seu retorno do exílio e da derrota em Ishibashiyama, Minamoto no Yoritomo enviou mensageiros para recrutar outros clãs . 
Enquanto marchava através da região do Monte Fuji na Província de Suruga, planejava se reunir com o Clã Takeda e outros das províncias de Kai e Kōzuke ao norte. Os aliados chegaram no momento de se enfrentarem o exército do Clã Taira que estava perseguindo Yoritomo . Mas a batalha não ocorreu. 
Nessa noite os Taira acreditaram que o som de um bando de aves fosse um ataque surpresa dos Minamoto, e Taira no Koremori foge com suas tropas, sem que houvesse uma batalha .